# Iota Aquarii
Iota Aquarii (33 Aquarii) é uma estrela na direção da constelação de Aquarius. Possui uma ascensão reta de 22h 06m 26.21s e uma declinação de −13° 52′ 10.3″. Sua magnitude aparente é igual a 4.29. Considerando sua distância de 172 anos-luz em relação à Terra, sua magnitude absoluta é igual a 0.67. Pertence à classe espectral B8V.